# The Definitive Collection (альбом Дайаны Росс)
The Definitive Collection — сборник американской певицы Дайаны Росс, выпущенный в 2006 году на лейбле Hip-O Records.

## Об альбоме
В альбом были включены самые популярные песни за первые 15 лет сольной карьеры Росс, начиная с её первого сингла 1970 года «Reach Out and Touch (Somebody’s Hand)» и заканчивая 1984 годом — когда она уже несколько лет не была в Motown — с «Missing You», трибьюта Марвину Гэю, и «Swept Away». В альбоме представлены и все песни, занявшие первое место в чартах поп-синглов Billboard («Ain’t No Mountain High Enough», «Touch Me in the Morning», «Theme from Mahogany (Do You Know Where You’re Going To?)», «Love Hangover», «Upside Down» и «Endless Love», её дуэт с Лайонелом Ричи), и другие хиты как «I’m Coming Out» и «Muscles», написанная Майклом Джексоном. Единственным «не-хитом» в альбоме можно назвать джазовую «What a Diff’rence a Day Makes», которая изначально должна была записана ещё в 1970-х, но была выпущена только в 2006 году в альбоме Blue, продолжении Lady Sings the Blues.

## Отзывы критиков
| Оценки критиков | Оценки критиков |
| Источник        | Оценка          |
| --------------- | --------------- |
| AllMusic        | [ 1 ]           |
| PopMatters      | 9/10            |

Марша Браун из AllMusic заявила, что в этом альбоме нет ничего слишком неожиданного, но это отличная коллекция сольных работ Росс, которая, хотя и не обладает содержательностью или жизненной силой того, что она делала с The Supremes, тем не менее, занимает своё важное место в истории поп-музыки. В журнале PopMatters отметили, что альбом станет отличным справочником для слушателей, которые хотят познакомиться со сливками чартов синглов Росс в США, а фанатов, раздражённых перспективой приобрести ещё один сборник Росс, убедит щедрая подборка редких фотографий, превосходный ремастеринг звука и креативная последовательность песен в этом сборнике. Также рецензент добавил: «Billboard назвал Дайану Росс „Артисткой века“ в 1976 году. Тридцать лет спустя, The Definitive Collection является ярким свидетельством этой все еще престижной чести».

## Список композиций
1. «I’m Coming Out» — 5:10
2. «Love Hangover» — 3:47
3. «Missing You» — 4:15
4. «Mirror, Mirror» — 6:06
5. «Touch Me in the Morning» — 3:49
6. «Upside Down» — 4:03
7. «Muscles» — 4:37
8. «Why Do Fools Fall in Love» — 2:53
9. «Reach Out and Touch (Somebody’s Hand)» — 3:03
10. «Good Morning Heartache» — 2:20
11. «Last Time I Saw Him» — 2:49
12. «My Mistake (Was to Love You)» (с Марвином Гэем) — 2:54
13. «It’s My Turn» — 3:55
14. «Ain’t No Mountain High Enough» — 4:07
15. «The Boss» — 3:51
16. «Swept Away» — 5:23
17. «Theme from Mahogany (Do You Know Where You’re Going To?)» — 3:23
18. «Endless Love» (с Лайонелом Ричи) — 4:26
19. «What a Diff’rence a Day Makes» — 3:27
20. «Remember Me» — 3:39